# 澳門巴士71X路線
澳門巴士71X路線是一條已取消的巴士路線，由新時代經營，往返澳門大學和氹仔。

## 簡介及歷史
- 2015年4月9日，本線開設，由澳門新時代公共汽車股份有限公司營運。[1][2]
- 2015年7月1日至8月14日，因澳門大學學生陸續放暑假，本線班距下調至20分鐘。[3]
- 2015年8月17日起，因澳門大學開學，本線班距恢復為原來的15分鐘一班。[4]
- 2016年7月1日至8月12日，因澳門大學學生陸續放暑假，本線班距下調至20分鐘。[5]
- 2016年8月13日起，因本線客量長期嚴重不足，加上其服務範圍與72路線大致重疊，因此結束營運。[6]
- 本線是8.1新巴士模式後第一條取消的巴士路線。

## 使用車輛
- 宇通ZK6902HG

## 路線資料

### 收費
| 收費類別 | 收費類別 | 費用 |
| -------- | -------- | ---- |
| 現金     | 現金     | $2.8 |
| 澳門通   | 全民卡   | $2.0 |
| 澳門通   | 學生卡   | $1.0 |
| 澳門通   | 長者卡   | $0.3 |
| 澳門通   | 殘疾卡   | $0.3 |

- 澳門通IC卡月票適用

### 服務時間及班距
| 服務時間 | 星期一至五              | 例假日 （含公眾假期） |
| -------- | ----------------------- | --------------------- |
| 澳門大學 | 07:30-10:00 17:00-20:00 | 停駛                  |
| 班距     | 20分鐘                  | 停駛                  |

### 路線停站
| 71X  | 澳門大學 ↺ 氹仔  |
| 編號 | 循環線           |
| 1    | 澳門大學總站     |
| 2    | 澳大／行政樓     |
| 3    | 大學北           |
| 4    | 大學大馬路       |
| 5    | 澳大／研究生宿舍 |
| 6    | 泉亮花園         |
| 7    | 奧林匹克大馬路   |
| 8    | 大學南           |
| 9    | 澳大／中央教學樓 |
| 10   | 澳大／大學展館   |
| 11   | 澳大／大學會堂   |
| 12   | 澳大／綜合體育館 |
| 13   | 澳門大學總站     |

## 外部連結
- 澳門新時代公共汽車股份有限公司（官方網站）